# Duffort
Duffort is een gemeente in het Franse departement Gers (regio Occitanie) en telt 141 inwoners (1999). De plaats maakt deel uit van het arrondissement Mirande.

## Geografie
De oppervlakte van Duffort bedraagt 9,9 km², de bevolkingsdichtheid is 14,2 inwoners per km².
De onderstaande kaart toont de ligging van Duffort met de belangrijkste infrastructuur en aangrenzende gemeenten.

## Demografie
Onderstaande figuur toont het verloop van het inwonertal (bron: INSEE-tellingen).